# Night Ferry

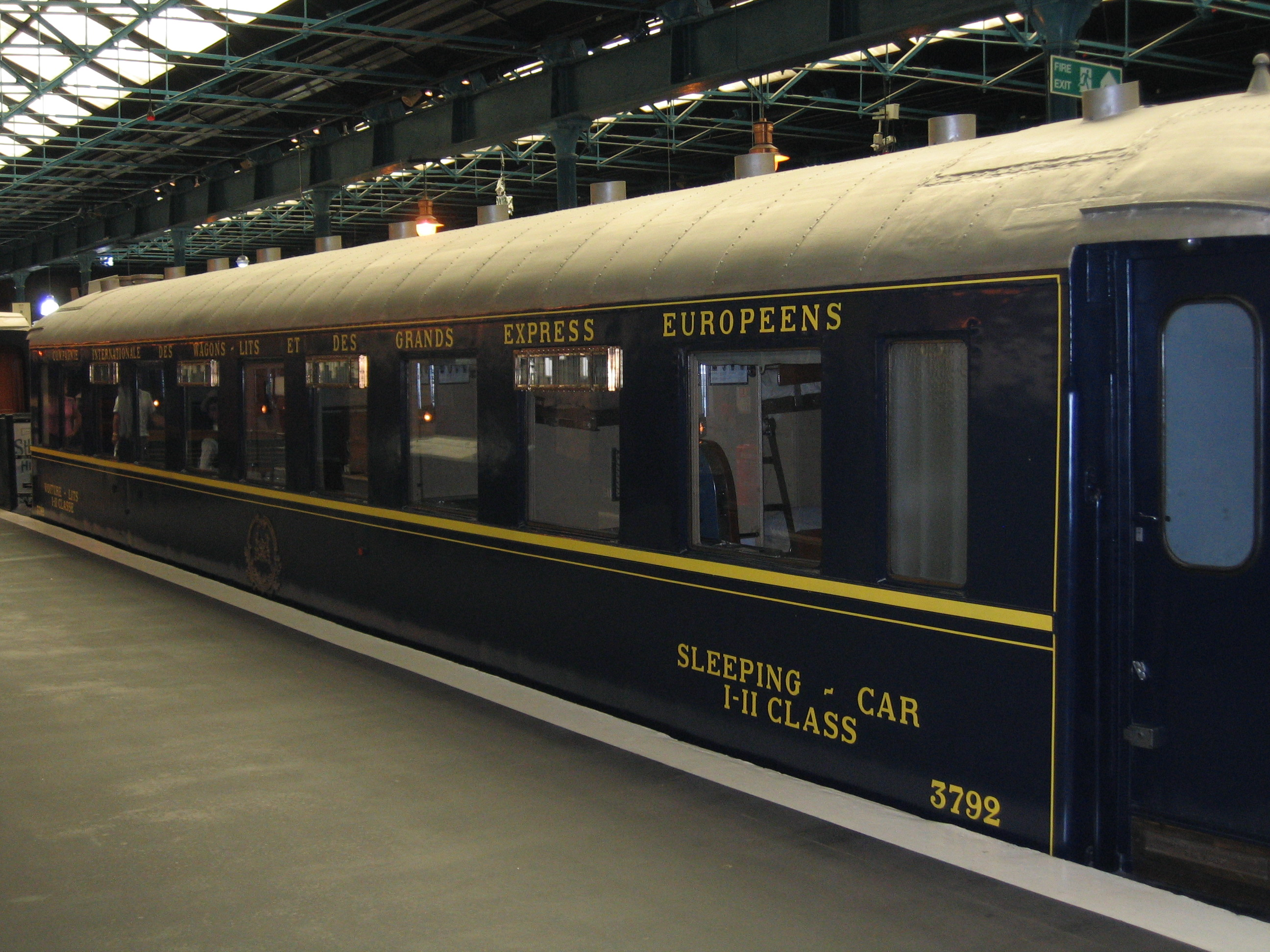
Voiture-lits du Night Ferry, National Railway Museum, York, Grande-Bretagne

Le Night-Ferry était un train de nuit composé de voitures-lits de la Compagnie Internationale des Wagons-Lits qui reliait Paris (Gare du Nord) à Londres (Victoria) entre 1936 et 1980. Avant guerre, le nom utilisé était simplement le Train-Ferry.
Le service a été suspendu en 1939 en raison de la Seconde Guerre mondiale. Au moment de la bataille d'Angleterre, Hitler annonça qu'il descendrait bientôt d'une voiture-lits du Train-Ferry en gare de Victoria. En raison de la destruction quasiment complète de Dunkerque,  le service n'a pu reprendre qu'à la fin de 1947. Avant l’ère de l'Eurostar, le Night-Ferry était le seul train de voyageurs direct reliant Paris et Londres et offrait la particularité d'assurer le service de la "Valise diplomatique" à bord de ses fourgons. Toutes les autres liaisons imposaient des changements de mode de transport (ferry, aéroglisseur et catamarans). Entre Dunkerque et Douvres, les voitures-lits et fourgons étaient transbordés sur des ferries adaptés à l'embarquement des wagons de chemin de fer. À partir de 1957, en complément de la tranche de Paris,  une à deux voitures-lits ont relié Londres à Bruxelles (Midi). Lors de l'hiver 1967/1968 une voiture-lits Londres - Bâle a été ajoutée à la composition du train pour mieux desservir les stations alpines suisses. Cette expérience est cependant restée sans suite.

## Matériel

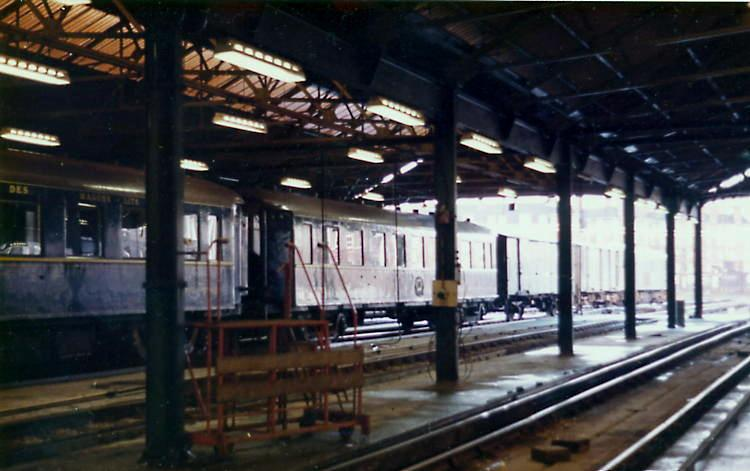
Voitures-lits de type F du Night Ferry dans le garage de Londres Victoria en 1977

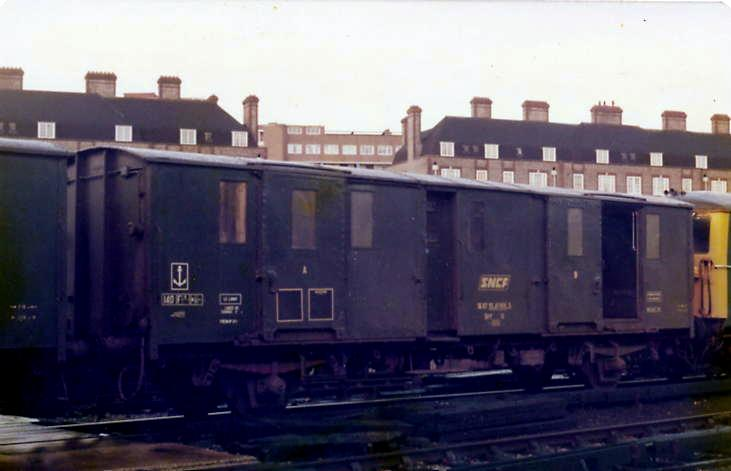
Fourgon SNCF type "Nord" du Night Ferry dans le garage de Londres Victoria en 1977.

Les rames du Night-Ferry étaient composées de : 
- voitures-lits de type F spécialement construites au gabarit britannique. Leur conception s'est inspirée de la voiture-lits de type Y mais avec neuf cabines (Single ou Double) au lieu de onze. Elles avaient la particularité d'être les seules dont les cabines comportaient des gilets de sauvetage, tandis que leurs parois métalliques leur donnaient l'aspect de couloirs de bateau. Une première série de douze voitures (n° 3788 à 3799) a été construite entre 1935 et 1936 par les Ateliers de construction du Nord de la France. Un exemplaire de cette série (n° 3792) a été préservé au Musée Britannique du Chemin de Fer à York. La construction d'une deuxième série de six voitures (n° 3800 à 3805), dite "complémentaire", a débuté en 1939 mais n'a été livrée qu'en 1945 en raison du conflit. Cette construction a été confiée à la Compagnie générale de construction de Saint-Denis. L'une des voitures de cette série (n° 3801) a été rachetée par le chemin de fer de la Bluebell en Grande-Bretagne après la fin du service. Une troisième et dernière série de sept voitures (n° 3983 à 3989), dont cinq au titre de dommages de guerre, a été construite par la même compagnie de construction en 1952. À partir de 1974, certaines voitures-lits ont eu leur décoration rafraîchie, dans l'esprit T2: livrée bleue et blanche de type Trans-Euro-Nuit, tapis rouge épais, portes de cabines matelassées de simili-cuir. À la même époque, un billet Global à prix attractif pour contrer l'avion, fut lancé avec succès. En 1976, les conducteurs de wagons-lits de British Rail ont remplacé ceux de la Compagnie des wagons-lits. La modernisation de ce train,  par l'introduction de nouvelles voitures-lits conçues par British Rail, a longtemps été évoquée, sans aboutir. C'est la vétusté de ce matériel spécifique qui a été la cause principale de la suppression du service le 31 octobre 1980.

- Outre les voitures-lits, le Night-Ferry comportait des fourgons à bagages qui accompagnaient le train sur l'intégralité du parcours. Trois d'entre eux (numérotés S1, S2 et S3) ont été construits pour les besoins du Night-Ferry par la Southern Railway et mis en service en 1936. Ils ont continué à circuler jusqu'en 1959. Côté français des fourgons type "Nord", construits en 1928 et 1929, ont été adaptés afin de pouvoir circuler sur les voies britanniques. Contrairement aux fourgons britanniques qui étaient fabriqués en bois, les fourgons "Nord" étaient intégralement métalliques. Ils circuleront jusqu'à la fin de l'exploitation, en 1980.

- Côté français, des voitures de chemins de fer intégrées au convoi du Night-Ferry de Paris à Dunkerque-Maritime acheminaient en places assises les voyageurs qui ne voyageaient pas dans les voitures-lits, bénéficiant ainsi d'un tarif bien moindre. Ceux-ci devaient y quitter le train et transiter à pied par le terminal maritime, où ils étaient soumis au contrôles douaniers et de police avant d'embarquer sur le ferry. Après l'accostage de celui-ci à Douvres, ils devaient à nouveau se soumettre à des contrôles dans le bâtiment d'un terminal, avant de rejoindre après un long cheminement à pied par des couloirs, la gare de Dover Marine (renommée en 1979 Dover Western Docks) et le train du service Night-Ferry, où des voitures pour voyageurs assis des chemins de fer britanniques avaient été attelées au convoi, pour le trajet jusqu'à Londres-Victoria.

Dans le sens Angleterre-France, une voiture-restaurant de la Compagnie internationale des Wagons-Lits était ajoutée pour le service du petit-déjeuner, entre Dunkerque et Paris. Avant guerre, il s'agissait de la voiture N° 2700 de 42 places construite en 1926 par la Birmingham Railway Carriage & Wagon Company. Après 1952 celle-ci sera remplacée par une voiture-restaurant de 56 places numérotée 2827 puis, plus tard, 3631. Dans les dernières années d'exploitation, cette voiture fut remplacée par du matériel inox type 1re classe à couloir central et cuisine.
En Angleterre, la restauration entre Douvres et Londres aussi bien à l'aller qu'au retour, étaient assurée, de 1936 à 1962, par la Pullman Car Company. C'était d'ailleurs une voiture de cette compagnie qui était accrochée au train à son arrivée à Douvres. Après 1962, la voiture pullman est remplacée par une voiture-restaurant standard de la British Rail. Il sera retiré en septembre 1977 peu avant la fin de l'exploitation de la liaison.

## Exploitation
Horaire d'hiver 1959/1960
| aller | Gares                | retour |
| ----- | -------------------- | ------ |
| 21:00 | d Londres Victoria a | 09:10  |
| 22:42 | a Douvres Maritime d | 07:20  |
| 05:34 | d Dunkerque a        | 01:21  |
| 09:00 | a Paris d            | 22:00  |
| 08:44 | a Bruxelles d        | 21:15  |

## Au cinéma
Dans le film Don Juan 73 de Roger Vadim, longue scène avec Brigitte Bardot, Jane Birkin et Robert Hossein à bord du Night Ferry Paris-Londres.
Dans la série Arsène Lupin et l'épisode Arsène Lupin contre Herlock Sholmes (1ère diffusion TV le 1er avril 1971), Herlock repart à Londres à bord du Night Ferry.